# Pfarrkirche Aigen bei Raabs

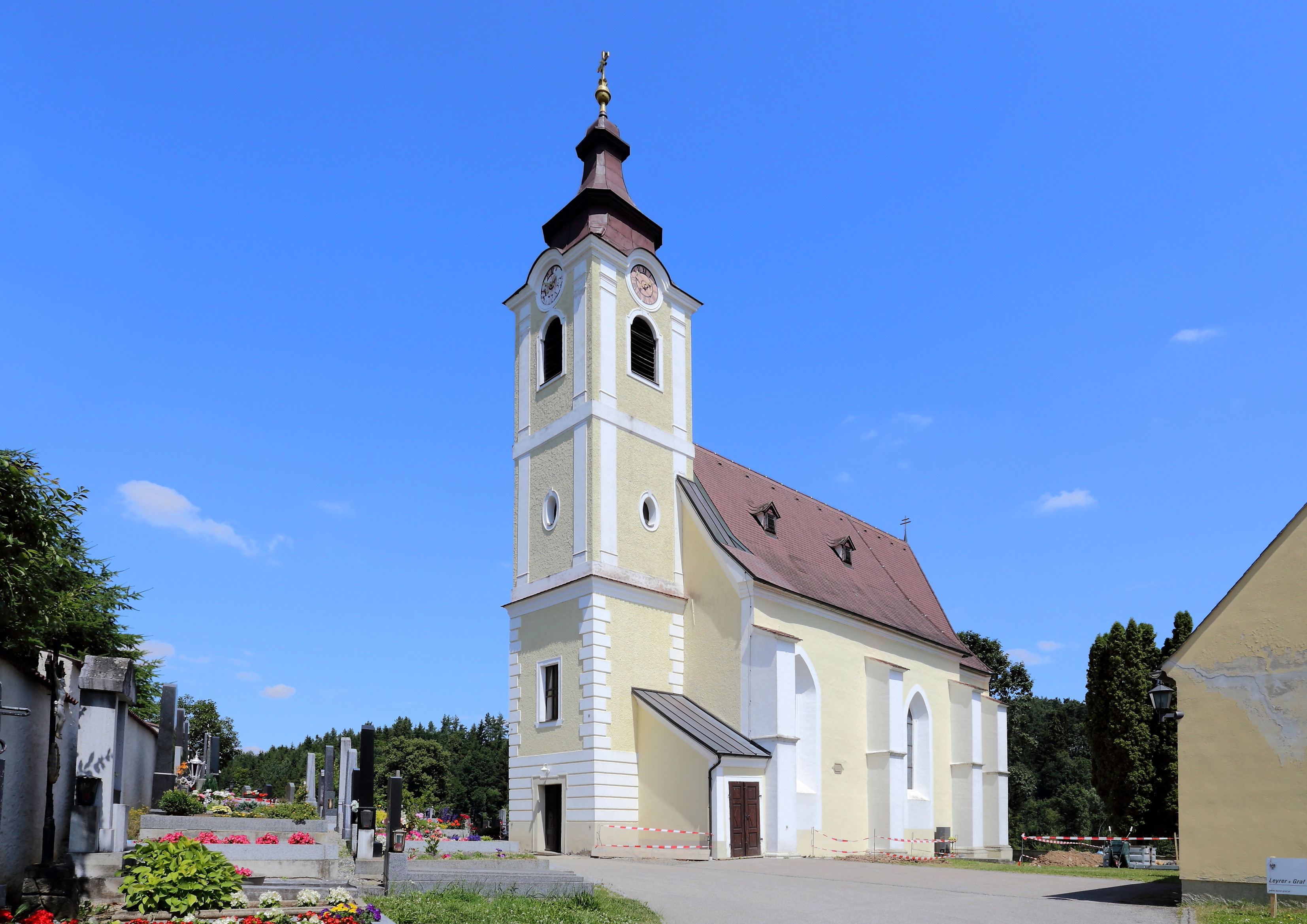
Katholische Pfarrkirche hl. Jakobus der Ältere in Aigen bei Raabs

Die römisch-katholische Pfarrkirche Aigen bei Raabs (Patrozinium: hl. Jakobus der Ältere) gehört zum Dekanat Waidhofen an der Thaya in der Diözese St. Pölten. Sie befindet sich in erhöhter Lage im Nordosten der niederösterreichischen Ortschaft Aigen bei Raabs und steht unter Denkmalschutz (Listeneintrag).

## Geschichte
Urkundlich wurde um 1300 eine Pfarre genannt. In einer Schenkungsurkunde von Albrecht von Puchheim 1416 überließ er der Kirche einen Drittelzehent als Eigentum, welches der Pfarrer schon als Lehen besaß. Im Jahre 1599 ließ Andreas Freiherr Hofkirchen (Hofkircher) von Kollmitz die alte und baufällige Kirche abtragen und die gegenwärtige über der Familiengruft seines Geschlechts erbauen. Im Jahre 1747 brannte dir Kirche ab. Sie konnte zwar wieder hergestellt werden, bei dem Brand gingen jedoch alle kirchlichen Urkunden verloren. Zwischen 1682 und 1954 war die Kirche dem Stift Altenburg inkorporiert.

## Architektur
Die im Kern gotische und in der Spätrenaissance vollständig umgestaltete Saalkirche mit einem barocken Westturm ist von einem Friedhof umgeben.
Kirchenäußeres
Das schlichte Langhaus und der Chor verfügen über mächtige, gotische, durch Gesims geteilte Strebepfeiler auf profilierten Basen, Spitzbogenfenster mit Resten gotischer profilierung, flache Gewände und gedrückte Abschlüsse aus der Zeit um 1600. Am einjochigen, dreiseitig geschlossenen, über einer Gruft erhöhten Chor mit umlaufendem Sockelprofil sind Reste eines Kaffgesimses erhalten. Der gesamte Bau ist durch Ziegeldächer gedeckt. An der Nordseite ist an Chor und Langhaus eine Sakristei angebaut, deren östlicher Teil mit Strebepfeilern und Kreuzgratgewölbe um 1600 in die heutige Form gebracht wurde. Der spätbarocke, viergeschoßige Westturm aus der Zeit um 1770/1780 wird von einem abgesetzten Glockenhelm von 1835 bekrönt. Er ist durch Putzbänder, Ortsteinrahmung und zuoberst durch Pilaster gegliedert und hat Ochsenaugen sowie segmentbogige Schallfenster.
Kircheninneres
Die kreuzgratgewölbte Turmvorhalle ist durch ein Kragsturzportal in der Giebelfassade aus der Umbauzeit der Kirche zugänglich. Darin sind zwei gebuckelte Weihwasserbecken zu sehen.
Der Kirchenraum zeichnet sich durch eine bemerkenswerte Stuckdekoration aus der Zeit um 1600 aus. Die architektonischen Elemente und Linien sind durch ornamentierte, bandartige Einfassungen dekoriert. Der geometrische Gewölbeschmuck weist verschiedene Rosettenformen auf. Im zweijochigen Langhaus befindet sich an der gedrückten Stichkappentonne über Wandpfeilern ein von Gurtbändern gehaltenes, doppelt gerahmtes Spiegelfeld. Die dreijochige Orgelempore hat an den gedrückten Säulenarkaden und Brüstungsfeldern Stuckeinfassungen sowie eine durch Stuckbänder zu Netzgewölben mit Rosettenschlusssteinen modifizierte, stichkappentonnenförmige Unterwölbung. Zwischen dem runden Triumph- und Apsisbogen liegt das kreuzgratgewölbte Chorjoch mit Doppeladlern in einem sternförmig verankerten Stucksprengring. Der Chor hat einen Dreiachtelschluss. Eine um 1900 angefertigte Glasmalerei im Chorschluss stellt den Apostel Jakobus dar.
Unter dem Chorraum liegt die stichkappentonnengewölbte Gruft der Familie Hofkirchen, mit einer bemerkenswerten Spätrenaissancetumba aus Rotmarmor.

## Einrichtung
Der Hochaltar wurde 1898 gebaut. Er hat einen neobarocken Tabernakelaufbau zwischen adorierenden Engeln.
Auf toskanischen Säulchen erhebt sich ein halbrunder, gemauerter Kanzelkorb vom Anfang des 17. Jahrhunderts. Dieser hat am gekurvten Ablauf eine Psalminschrift, einige barockisierende Ornamente und eine erneuerte Marmorierung. Eine Brüstungsorgel in barocken Formen und mit acht Registern wurde 1857 von Franz Metal gebaut. Zur weiteren Ausstattung zählen Schnitzfiguren der Maria mit Kind aus Pfaffenschlag (spätes 17./frühes 18. Jh.), Hll. Johannes Nepomuk und Leonhard (um Mitte 18. Jh.), ein Kruzifix in Formen des 17. Jahrhunderts in einer Fassung des 19. Jahrhunderts, ein mittelalterlicher, polygonaler, gebauchter Taufstein aus Granit mit Zackenfries, auf einem erneuerten Sockel, Kreuzwegbilder von Jakob Preitschopf (1824), drei Kirchenfahnen mit Ölbildern aus dem 19. Jahrhundert sowie eine Glocke von Ferdinand Vötterlechner aus dem Jahr 1755.